# Рощино (Гвардійський міський округ)
Рощино (рос. Рощино) — селище Гвардійського міського округу, Калінінградської області Росії. Входить до складу Славинського сільського поселення.
Населення — 80 осіб (2015 рік).

## Населення
| 2002 | 2010 |
| ---- | ---- |
| 94   | ↘80  |